# Zénith de Paris
Zénith de Paris je koncertní sál v Paříži, který se nachází v 19. obvodu v parku La Villette na nábřeží kanálu Ourq. Se svou kapacitou 6293 míst patří k největším sálům v Paříži. V roce 2024 hostil soutěže v gymnastice a házené na Letních olympijských hrách 2024.

## Historie
Le Zénith byl postaven z iniciativy ministra kultury Jacka Langa v roce 1983 jako náhrada za Pavillon de Paris a jeho architekty byli Philippe Chaix a Jean-Paul Morel. Otevřen byl na začátku roku 1984.
Tento sál byl zde původně postaven pouze dočasně na tři roky, poté měl být demontován, převezen na jiné místo na předměstí a na jeho místě měl vzniknout jiný sál. Avšak vzhledem k úspěchu, který zaznamenal, byl ponechán na místě a naopak vzniklo 15 jeho replik v dalších francouzských městech: Štrasburk, Toulouse, Montpellier, Nantes, Clermont-Ferrand, Rouen, Dijon, Pau, Toulon, Saint-Étienne, Caen, Orléans, Nancy, Amiens, Lille a Limoges. Všechny sály nesou stejné jméno Zénith, což je obchodní značka ministerstva kultury.
Roku 1993 byl do sálu instalován tenisový dvorec pro úvodní ročník ženského turnaje Open GDF Suez. V roce 1995 se stal místem předávání cen MTV Europe Music Awards.

## Koncertující umělci
V sále účinkovalo mnoho hudebníků, někteří zde natočili svá koncertní alba. Z francouzských umělců to byli např. Serge Gainsbourg (Le Zénith de Gainsbourg), Vanessa Paradis (Live au Zénith), Johnny Hallyday, France Gall (Le tour de France 88), Cheb Khaled, Pleymo, David Guetta (F*** me I'M Famous) nebo Alizée (En concert).
Ze zahraničí zde vystoupili (případně natočili album) např. Kiss, A-ha, The Kooks, The Chemical Brothers, Oasis, Blink-182, Laura Pausini (Live in Paris '05), The Cure (Paris), Simple Minds (Live in the City of Light), Evanescence (Anywhere but Home), Muse (Hullabaloo Soundtrack), The Stranglers, Deep Purple, Placebo, Cyndi Lauper, (Matoub Lounes),The Offspring, Tokio Hotel, Britney Spears, Christina Aguilera, Usher, Brandy Norwood, Nightwish, Within Temptation, Mika, Lynyrd Skynyrd, Marilyn Manson, Busta Rhymes, Sum 41, The Black Eyed Peas, Scorpions, Bruce Springsteen, The Strokes, The White Stripes, Status Quo, The Hives, Emir Kusturica, B. B. King, Toto (Falling in Between Live, Live), Franz Ferdinand, Alpha Blondy (Live au Zénith), Avril Lavigne, Rihanna, Dream Theater, Metallica,Megadeth, Iron Maiden, Dir en grey, Alicia Keys, Enrique Iglesias, 30 Seconds to Mars, Green Day, Gary Moore, Ozzy Osbourne, My Chemical Romance, ZZ Top, The Who, Slipknot, Ska-P, Motörhead, The Prodigy, Lil Wayne, Deftones, Linkin Park, Limp Bizkit, Fall Out Boy, Jonas Brothers, Lily Allenová, Neil Young, Machine Head, Kanye West, Airbourne, Arctic Monkeys, Nine Inch Nails, The Killers, Daddy Yankee, Deep Purple, Paco de Lucía, Sum 41.